# へび座アルファ星
へび座α星(へびざアルファせい、α Ser / α Serpentis)は、太陽系から見てへび座の頭側の方向約74光年の距離にある恒星で3等星。へび座の恒星の中で最も明るく見える。

## 特徴
2.63等のA星、11.8等のB星、13.9等のC星からなる三重星だが、ガイア計画の第3回データリリースで公開された年周視差を元にした太陽系からの距離はA星が74光年、B星が4,739光年、C星が2,286光年と大きく異なっており、互いに重力相互作用しない「見かけの三重星」の関係にある。B星は主星から58秒、C星は主星から2.3分離れて見える。
主星のA星は、既に中心核での水素核融合を終えて主系列から離れて巨星へと進化しており、質量は太陽の1.66倍、半径は太陽の13.48倍、表面の有効温度は4,489 Kと見られている。

## 名称
固有名のウヌクアルハイ (Unukalhai) は、アラビア語で「ヘビの首」を意味する عنق الحيّة ‘Unuq al-ḫayyaに由来する。2016年8月21日、国際天文学連合の恒星の命名に関するワーキンググループ (Working Group on Star Names, WGSN) は、Unukalhai をへび座α星の固有名として正式に承認した。
中世には、ラテン語で「ヘビの心臓」を意味するコル・セルペンティス (Cor Serpentis) と呼ばれることもあった。